# Orocorixa
Orocorixa is een geslacht van wantsen uit de familie van de Corixidae (Duikerwantsen). Het geslacht werd voor het eerst wetenschappelijk beschreven door Nieser & Padilla in 1992.

## Soorten
Het genus bevat de volgende soort:

- Orocorixa makrocheira Nieser & Padilla Gil, 1992